# Bolivarische Revolution
Bolivarische Revolution oder Bolivarianische Revolution (spanisch Revolución Bolivariana) wird ein vom ehemaligen venezolanischen Präsidenten Hugo Chávez begründeter Prozess genannt, der die Gesellschaft nach dem dort propagierten Sozialismus des 21. Jahrhunderts ausrichten und dabei das politische Leben neu gestalten sollte. Diese Politik führte vor allem nach dem Tod von Chávez zu einer Wirtschaftskrise in Venezuela und zu Massenemigration, wurde aber von seinem Nachfolger Nicolás Maduro fortgesetzt.

## Benennung
Während die Botschaft Venezuelas und einige Autoren den Ausdruck bolivarische Revolution verwenden, greifen viele auch auf den Begriff bolivarianische Revolution zurück, abgeleitet von bolivariana aus dem Spanischen. Gemeint ist dabei die Revolution im ihm zugeschriebenen Geiste von Simón Bolívar. Oft wird auch die Bezeichnung Zweite Bolivarische Revolution verwendet, als erste wird dann das Werk Bolívars selbst angesehen.

## Entstehung
Chávez war bereits seit seiner Jugend ein begeisterter Anhänger des in Caracas geborenen südamerikanischen Unabhängigkeitskämpfers Simón Bolívar. Auch die spätere Gründung seiner Bewegung, der MBR-200, fand bewusst am 24. Juli 1983, dem 200. Geburtstag Simón Bolívars statt. Während seiner Studienzeit entwickelte Chávez im Laufe mehrerer Jahre gemeinsam mit anderen Offizieren eine linksnationalistische Doktrin namens Bolivarismus. Diese orientierte sich zwar in Teilen an Bolívar, war aber stark beeinflusst von den Schriften des marxistischen Historikers Federico Brito Figueroa, dem Chávez im Studium begegnet war, integrierte aber auch Einflüsse aus linken Theorien, z. B. Fidel Castros, Che Guevaras oder Salvador Allendes.
Von Beginn des Chavismus war über den Einfluss der Kubanischen Berater diskutiert worden. Von Kuba waren nicht nur Ärzte, Krankenschwestern, Lehrer und Sportlehrer ins Land gekommen, sondern auch Militärberater und Geheimdienstler, welche auch noch im Jahr 2019 bei der Überwachung der Bürger und der Bekämpfung von Dissidenz eine Rolle spielten. Luis Almagro hatte 2017 eine Anzahl von 15.000 Kubanern eine „Besatzungsarmee“ genannt.

## Kernpunkte
Die verkündeten Punkte des Bolivarismus sind:
- nationale Unabhängigkeit
- Einigung Lateinamerikas oder zumindest Südamerikas
- politische Beteiligung der Bevölkerung durch Volksentscheide und Referenden
- ökonomische Eigenständigkeit
- eine Ethik des Dienstes am Volk
- gerechte Verteilung der umfangreichen Erdöleinnahmen
- Bekämpfung von Korruption

## Umsetzung
Da sich Chávez’ Politik stark auf die Unterstützung durch die Bevölkerung stützen wollte und die Integration basisdemokratischer Elemente in die Politik ein wesentlicher Zug des Bolivarismus sein sollte, rief Chávez 2000 zur Gründung der Bolivarischen Zirkel auf. Die Zirkel konnten für lokale Projekte Finanzierung von Seiten des Staates erhalten. Diese dezentral auf Stadtteil- und Blockebene organisierten und trotz ihres Ursprungs autonomen Zirkel sollten eigentlich die bolivaristischen Ideen in die Bevölkerung tragen und ein Forum zur praktischen Mitarbeit bilden. Anders aber als z. B. Nachbarschaftskomitees waren sie in ihrer Kompetenz nicht auf lokale Politik beschränkt, sondern äußerten sich auch zu gesamtpolitischen Fragen. Eine Kritik an den Zirkeln lautet, dass sie zwar nach basisdemokratischer Beteiligung tönten, sich jedoch auch als ein „ausgeklügeltes Instrument der sozialen Überwachung“ erwiesen.
An die Stelle der Zirkel traten zahlreiche andere Formen der Basisorganisierung, unter anderem rund um die ab 2003 Misiones genannten Sozialprogramme in den Bereichen Bildung, Gesundheitsversorgung, Betreuung von Obdachlosen, Alten und alleinstehenden Müttern, Berufsbildung u. a.
Als Parallelstruktur zu den aus allgemeinen Wahlen hervorgehenden Institutionen begann im Jahre 2005 als Initiative von unten der Aufbau von Kommunalen Räten. Fundament und zentrales Entscheidungsorgan dieser Räte sind die Nachbarschaftsversammlungen. Im April 2006 verabschiedete die Nationalversammlung ein Gesetz für die Kommunalen Räte. Mehrere kommunale Räte können sich zu einer Comuna und mehrere Comunas und Räte schließlich zu einer Kommunalen Stadt zusammenschließen. 2009 gab es in ganz Venezuela bereits etwa 30.000 Kommunale Räte, die in städtischen Gebieten aus etwa 200 bis 400 Familien bestehen. Etwa 200 Comunas befanden sich im Aufbau. Finanziert werden die Räte im Wesentlichen durch den Staat und seine Institutionen.
Als Teil der Revolution waren auch regierungsnahe paramilitärische Banden aufgebaut worden, sogenannte Colectivos. Im 2014 schrieb der für die Venezuela-Berichterstattung ausgezeichnete Journalist Antonio María Delgado, niemand bezweifle, dass die Colectivos bewaffnet seien. Sie seien das gewaltsame Gesicht der Revolution gewesen, zuständig für die Einschüchterung der Zivilgesellschaft. Sie seien auch in den Quartieren, in denen sie die absolute Kontrolle bis hin zur Rechtsprechung ausübten, nie geliebt, sondern immer nur gefürchtet gewesen.
Präsident Maduro kündigte im April 2017 während der großen Versorgungskrise an, den vorherigen Bestand der Colectivos von 100.000 auf eine halbe Million aufzustocken und dafür zu sorgen, dass alle bewaffnet würden. Der Kardinal Jorge Urosa Savino verlangte hingegen die Entwaffnung der bestehenden Milizen, welche für die Tötung von Demonstranten verantwortlich gemacht wurden. Nicht nur deren Zahl und Stärke ist unklar, sondern auch ihre eigentliche Aufgabe und die hierarchische Einordnung. 2018/2019 unterstanden sie vermutlich Diosdado Cabello, der sich mit 60'000 Mitgliedern der Colectivos im Einsatz gebrüstet hatte während der Unruhen im April 2017.
In den Jahren 2013 bis zur Entmachtung des oppositionellen Parlaments im Jahr 2017 hatten die Chavisten keine Wahlen mehr gewonnen, bei der vorgezogenen Präsidentschaftswahl 2018 konnten sich Kandidaten der Opposition nicht registrieren lassen, weil der Termin dafür – dies in exakter Gegenrichtung zur Wahl – nach hinten verschoben worden war.

### Privilegiensystem
Die Chavisten „züchteten“ eine privilegierte Herrschaftselite heran, im Volk „Boligarchen“ genannt (Kofferwort aus Bolivarische Revolution und Oligarchen) welche sich nach dem Verlust der parlamentarischen Mehrheit im Jahr 2015 mit allen Mitteln an die Macht klammerte.
Die Loyalität des Militärs zur chavistischen Regierung beruhte auf materiellen Privilegien: Ein Zahlungsausfall gegenüber den USA trat auch während der Versorgungskrise der Jahre 2015–2017 trotz aller (Kriegs-)Rhetorik nie ein, da die Regierung offene Finanzkanäle für die Deviseneinnahmen brauchte, mit denen sie sich Loyalität kaufte. Eine große Zahl von Generalen sei laut Edgardo Lander mitverantwortlich für die hohe Korruption, die die Regierung Maduro im Jahr 2018 charakterisierte, sie sei dort am größten, wo aktive oder pensionierte Militärs bestimmten. Die Regierung mit einem Anteil von einem Drittel Generälen unter allen Ministern und Gouverneuren bezeichnete er als eine Militärregierung.
Staatsangestellte wohnten gratis und verfügten über Essensbeihilfen; ihnen wurde bei Untreue zur Regierung angedroht, diese Privilegien zu verlieren.
Der für dieses Privilegiensystem überlebenswichtige Zufluss amerikanischer Dollars via PDVSA wurde von der Regierung Trump am 28. Januar 2019 gekappt, als verfügt wurde, dass Öl-Zahlungen nicht mehr an den Ölkonzern PDVSA zu leisten sind, sondern auf Sperrkonten überwiesen werden mussten. Im Folgenden wurden Goldverkäufe zur Devisenbeschaffung genutzt.

### Verstaatlichungen
Im Jahr 2005 waren Textil- und Papierfabriken verstaatlicht worden, 2007 folgten Telefon-, Strom-, Stahl- und Zementfabriken sowie eine Bank.
2009 wurden Betriebe der Lebensmittelindustrie verstaatlicht und auch 5 Millionen Hektar landwirtschaftliche Fläche.

### Versorgungskrise ab 2015
Den Rückhalt der Bevölkerung hatte das System mit durch Öleinnahmen finanzierten Sozialprogrammen gekauft. Das verfügbare Geld verringerte sich durch einen weiteren Ölpreisverfall 2014, zudem ging die Förderleistung zurück, da die gesamten Erträge dafür eingesetzt worden waren und somit bei der Erdölförderung auch die nötigsten Investitionen ausgeblieben waren.
Als die Sozialisten im Rahmen der Versorgungskrise ab 2015 und nach dem Sieg der Opposition im Parlament den Rückhalt in der Bevölkerung zu großen Teilen verloren hatten, sollte im Jahr 2017 als letztes Bollwerk gegen die Entmachtung des Regimes von Nicolas Maduro eine verfassungswidrig und mit im Voraus selektierten Kandidaten eingesetzte „Verfassungsgebende Versammlung“ die „Errungenschaften der bolivarischen Revolution in der Verfassung verankern“. Viele wahre Chávez-Anhänger waren unzufrieden mit der Absicht Maduros, die von Chávez geschaffene Verfassung umzuschreiben.
In der offiziellen Sprachweise des Ministeriums verband der ab Januar 2017 eingeführte Ausweis Carnet de la Patria „den Bürger direkt mit dem Präsidenten“, ohne Vermittler und Korruption und sei ein „Mittel der sozialen Gerechtigkeit und Teilhabe“. Angestellte des öffentlichen Dienstes, aber auch Rentner, Angestellte von Staatsfirmen sowie Studenten wurden unter Druck gesetzt, eine solche Karte zu beziehen. Mittels der Karte wurden Nahrung, Wohnungen, Gesundheitsversorgung und Arbeitsstellen verteilt, im Weiteren wurde sie benötigt, um sich an der Universität einzuschreiben oder Medikamente für Chronische Krankheiten zu erhalten. Die Karteneigentümer hatten ihren Wohnort, Kinder, Tiere, sodann das monatliche Einkommen, das Vorhandensein von Social-Media-Accounts, die Parteizugehörigkeit, die Mitarbeit in gemeinnützigen Vereinen und die Mitgliedschaft in Organisationen mitzuteilen.
Bei den Kommunalwahlen 2017 waren die Wähler aufgefordert, ihr Carnet de la Patria an Ständen („puntos rojos“) direkt neben den Abstimmungslokalen scannen zu lassen, welche von militanten Mitgliedern der Sozialistischen Partei geführt wurden. Schon direkt bei der Einführung der Karte im Januar war kommentiert worden, dass die Karte dem politischen Stimmenkauf dienen werde. Auch die Kommunistische Partei Venezuelas kritisierte die Ungleichbehandlung der Bürger, denn „verfassungsmäßige Rechte dürften von niemandem gnädig verliehen werden“.
Die Bischofskonferenz nannte die Versorgungslage im April 2019 ein „Verbrechen gegen die Menschlichkeit“, dies alles geschehe „unter dem selbstgefälligen Blick der Behörden“.

## Kritik
Kritiker hegten noch zu Lebzeiten von Hugo Chávez den Populismus-Verdacht. Sie verweisen darauf, dass es sich teilweise um eine neue Form des nicht religiös geprägten Assistenzialismus handele.
Die Wirtschaft wurde schon zu Zeiten Chávez’ mit wenig Sachverstand mit Dekreten aus dem Präsidentenpalast gesteuert. Zwar war beabsichtigt, damit die Abhängigkeit vom Erdöl zu verringern, stattdessen wurden die wenigen profitablen Firmen ruiniert. Auch die Petro-Wirtschaft wurde von den von der Führung installierten Funktionären „geplündert“: In der Schweiz waren schon 2014 mindestens 100 Millionen Dollar potenzielles Schmiergeld blockiert worden aus einem Fall, in welchem es um eine Milliarde Dollar ging. Bei amerikanischen Gerichten und bei der schweizerischen Bankenaufsicht liefen Verfahren zur PDVSA. Gemäß einem Bericht des venezolanischen Parlaments seien zwischen 2004 und 2014 nicht weniger als elf Milliarden Dollar abgezweigt worden. Der ehemalige Vize-Energieminister bis 2006 wurde mit drei anderen PDVSA-Funktionären im Oktober 2017 in Spanien verhaftet.
Ein konstanter Begleiter der Chávez'schen Rhetorik waren Verschwörungstheorien, seit 2006 oft versetzt mit Antisemitismus. Prinzipiell waren an jeglichen Unzulänglichkeiten Verschwörungen und das Ausland schuld, was sich unter Präsident Maduro fortsetzte und verstärkte. Maduro beschimpfte Barack Obama als „obersten aller Teufel“ und verglich Trump mit Hitler. Aufgrund Maduros Propaganda-Aussagen im Februar 2019, wonach die Hilfsgüter aus dem Ausland vergiftet seien, gab es auch während des Nahrungsmangels während des landesweiten Stromausfalls und auch einen Monat danach Personen, welche keine Nahrungsmittel von Fremden annehmen wollten.

## Filme
- Dario Azzellini & Oliver Ressler: Venezuela von unten